# Брлек, Петар
Петар Брлек (хорв. Petar Brlek; родился 29 января 1994 года в Вараждине, Хорватия) — хорватский футболист, полузащитник клуба «Вечиста».

## Клубная карьера
Брлек начал профессиональную карьеру в клубе «Славен Белупо». 21 мая 2011 года в матче против «Осиека» он дебютировал во чемпионате Хорватии. 10 августа 2013 года в поединке против «Истра 1961» Петар забил свой первый гол за «Славен Белупо».
В начале 2016 года Брлек перешёл в польскую «Вислу», подписав контракт на три с половиной года. 8 марта в матче против «Короны» он дебютировал в польской Экстраклассе. 31 октября в поединке против любинского «Заглембе» Петар забил свой первый гол за «Вислу».

## Международная карьера
Летом 2013 года Брлек в составе молодёжной сборной Хорватии принял участие в молодёжного чемпионата мира в Турции. На турнире он сыграл в матчах против команд Уругвая, Узбекистана, Новой Зеландии и Чили.